# Porcellionides bermudezi
Porcellionides bermudezi is een pissebed uit de familie Porcellionidae. De wetenschappelijke naam van de soort is voor het eerst geldig gepubliceerd in 1934 door David R. Boone.